# Schwesternschaft München
Die Schwesternschaft München (vollständiger Name Schwesternschaft München vom Bayerischen Roten Kreuz e. V.) mit Sitz in München ist ein Verein mit 1.450 Mitgliedern und Träger von Gesundheitszentren, Krankenhäusern, einer Senioreneinrichtung und Berufsfachschulen für Pflegeberufe.

## Aufgaben

### Kliniken der Schwesternschaft München
Hauptaufgabe ist die Pflege kranker und alter Menschen. Der Verein besitzt und betrieb vier Klinikgesellschaften mit insgesamt rund 900 Betten, rund 2.000 Mitarbeitern, die jährlich etwa 42.000 stationäre Patienten und rund 56.000 ambulante Fälle versorgen. Dabei verfügt jeder der vier Standorte über eine eigene Klinikleitung, wobei in der Zentrale die Geschäftsführung und ihre Stabsstellen die einzelnen Bereiche strategisch und unternehmensübergreifend steuern. Zu den Kliniken der Schwesternschaft München gehören (Stand: Mai 2016):
- das Rotkreuzklinikum München (im Insolvenzverfahren) mit Geriatrischer Rehabilitation und eigener Frauenklinik, ein Akademisches Lehrkrankenhaus der Technischen Universität München,
- die Rotkreuzklinik Würzburg,
- die Rotkreuzklinik Wertheim (in Liquidation) und
- die Rotkreuzklinik Lindenberg (in Liquidation).

### Berufsfachschulen für Pflegeberufe
Daneben besitzt die Schwesternschaft München fünf Berufsfachschulen für Pflegeberufe und eine Senioreneinrichtung für 140 Personen in Grünwald.

### Pflegepartnerschaften
Weiterhin entsendet die Schwesternschaft München über Gestellungsverträge Pflegepersonal in weitere Krankenhäuser und Pflegeeinrichtungen anderer Träger.

### Auslandseinsätze und berufspolitisches Engagement
Sie beteiligt sich an Auslandseinsätzen des Deutschen Roten Kreuzes bei Naturkatastrophen und in Krisengebieten und engagiert sich berufspolitisch im Bayerischen Landespflegerat, dem Deutschen Pflegerat und der Bundeskonferenz der Pflegeorganisationen (BuKo).

## Organisation

### Verein
Die Schwesternschaft München ist als eingetragener Verein organisiert. Die Aufnahme in die Schwesternschaft ist Frauen vorbehalten, die einen Pflegeberuf ausüben oder eine Pflegeausbildung absolvieren. Diese Frauen sind in der jährlichen Mitgliederversammlung stimmberechtigt und wählen Vorstand und Beirat. Fördernde Mitglieder können beratend ohne Stimmrecht an der Mitgliederversammlung teilnehmen und sind auch im Beirat vertreten.
Vorstandsmitglieder können neben Vertreterinnen der Schwesternschaft auch Männer sein, etwa als stellvertretende Vorsitzende, Schatzmeister, Jurist, Arzt oder Vertreter des Bayerischen Roten Kreuzes. Der geschäftsführende Vorstand besteht aus der Vorsitzenden, ihren beiden Stellvertreterinnen, einer Schriftführerin, dem Schatzmeister und seinem Stellvertreter sowie dem Juristen und seinem Stellvertreter. Hauptamtliche Vorstandsvorsitzende bzw. Generaloberin ist Edith Dürr. Alle weiteren Vorstandsmitglieder sind ehrenamtlich tätig.
Dem Beirat gehören aktive und pensionierte Schwestern an. Der Beirat bildet das Bindeglied zwischen Mitgliedern und Vorstand.
Die Schwesternschaft München vom Bayerischen Roten Kreuz e. V. ist eine von drei bayerischen und insgesamt 31 deutschen DRK-Schwesternschaften.

### Unternehmen
Die Geschäftsstelle der Schwesternschaft München mit Verwaltung, Fortbildung, Öffentlichkeitsarbeit, Qualitätsmanagement und der Leitung der Klinikgesellschaften befindet sich in München.
Als eigene Einrichtungen betreibt die Schwesternschaft in München weiterhin einen Betriebskindergarten und eine Betriebskrankenkasse sowie die Berufsfachschule Krankenpflege München und die Berufsfachschule Kinderkrankenpflege München. Weiterhin befinden sich die Berufsfachschulen Krankenpflege in Würzburg und Lindenberg im Allgäu, die Gesundheits- und Krankenpflegeschule an der Rotkreuzklinik Wertheim, die Berufsfachschule Altenpflege Erding und die Senioreneinrichtung Parkresidenz Helmine Held in Grünwald im Eigentum der Schwesternschaft und werden von dieser auch betrieben. Bei der Berufsfachschule Krankenpflegehilfe Erding ist die Schwesternschaft lediglich Betreiberin.

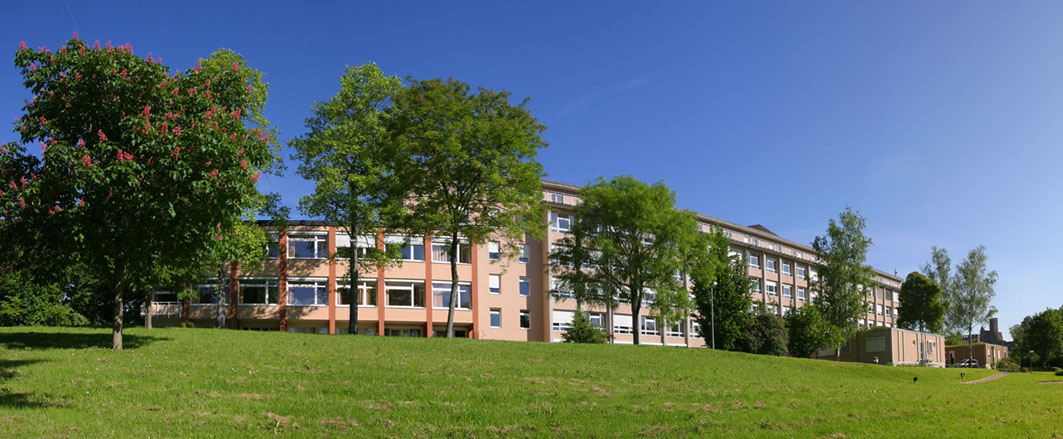
Rotkreuzklinik Wertheim

Das Rotkreuzklinikum München sowie ein Belegkrankenhaus in Würzburg mit 115 und die Rotkreuzklinik Lindenberg mit 150 Betten befinden sich vollständig im Eigentum der Schwesternschaft. An der Rotkreuzklinik im baden-württembergischen Wertheim hält die Stadt Wertheim einen Minderheitsanteil. 
2012 wurde die Schlossbergklinik Oberstaufen von HELIOS übernommen. Die Akutklinik verfügte über 105 staatlich geförderte Betten im Rahmen des Krankenhausbedarfsplanes des Freistaates Bayern. Die Rehabilitationsklinik verfügte über 120 Betten, die von der Deutschen Rentenversicherung und den Krankenkassen belegt wurden. Die Schlossbergklinik deckte damit das gesamte Spektrum der onkologischen Behandlung ab – von der akutmedizinischen Betreuung bis hin zur Rehabilitation. Diese Klinik wurde zum 31. März 2016 geschlossen.
Alle Häuser werden jeweils als gemeinnützige Gesellschaften mit beschränkter Haftung geführt und werden von der Schwesternschaft in rechtlich selbstständigen Klinikgesellschaften mit einer gemeinsamen Geschäftsführung (u. a. Edith Dürr) gehalten. Dieser Klinikverbund trägt den Namen Kliniken der Schwesternschaft München. Diese Kliniken betreuen insgesamt mit 1200 Mitarbeitern in 23 Fachabteilungen jährlich 71.000 Patienten.
Auf Basis von Gestellungsverträgen stellt der Verein Pflegepersonal an andere Einrichtungen ab, wie Klinikum der Universität München, Deutsches Herzzentrum München, Kreiskrankenhaus Erding, Asklepios Kliniken Lindau und Ilmtalklinik Pfaffenhofen.

### Insolvenzen
2023 wurde für drei der vier Kliniken (Lindenberg, Wertheim und München) ein Insolvenzverfahren eröffnet, das für Wertheim und Lindenberg in der Liquidation endete. 

#### Wertheim
Für Wertheim konnte der Insolvenzverwalter eine kommunale Übernahme der Klinik nicht ermöglichen, da Generaloberin Dürr eine verbindliche Antwort auf das seit November 2023 vorliegende Angebot der Stadt Wertheim („Letter of Intent“) hierzu ablehnte. Infolgedessen erfolgte am 19. Juni die Bekanntgabe der Liquidation des Krankenhauses. Markus Herrera Torrez, Oberbürgermeister Wertheims, äußerte nach der gescheiterten Fortführung eines Klinikbetriebs hierzu: „Der Schaden, den die Schwesternschaft vom Bayerischen Roten Kreuz in Wertheim hinterlässt, könnte nicht größer sein.“

#### Lindenberg
Am Standort Lindenberg zog das Insolvenzverfahren zunächst 122 Kündigungen nach sich, und es wurde versucht, das Haus in abgespeckter Form zu erhalten. Pläne hierfür scheiterten jedoch, so dass die Klinik mit Ausnahme der wirtschaftlich selbstständigen Urologie liquidiert wird. Dies führt zu weiteren 250 Kündigungen. Der Bürgermeister Lindenbergs, Eric Ballerstedt, nannte dies in einer Pressemeldung „eine kalte Marktbereinigung ohne erkennbare Strukturentwicklung für die Zukunft“.